# Torano Nuovo
Torano Nuovo község (comune) Olaszország Abruzzo régiójában, Teramo megyében.

## Fekvése
A megye északkeleti részén fekszik. Határai: Ancarano, Controguerra, Nereto, Sant’Egidio alla Vibrata és Sant’Omero.

## Története
A település eredetére vonatkozóan nincsenek pontos adatok. Valószínűleg egy középkori vár körül alakult ki, amelyet 1494-ben VIII. Károly seregei elpusztítottak. Önálló községgé a 19. század elején vált, amikor a Nápolyi Királyságban felszámolták a feudalizmust.

## Népessége
A népesség számának alakulása:

## Főbb látnivalói
- San Massimo-templom
- Madonna delle Grazie-templom
- San Martino-templom